# Danh sách đĩa nhạc của Dua Lipa
Ca sĩ người Anh Dua Lipa đã phát hành một album phòng thu, ba đĩa mở rộng, chín đĩa đơn (gồm hai đĩa đơn với vai trò là nghệ sĩ góp mặt) và ba đĩa đơn quảng bá. Năm 2015, Lipa phát hành "Be The One", là đĩa đơn đầu tay của cô, vươn lên đứng ở top 10 tại nhiều quốc gia và đạt được chứng nhận Vàng và Bạch kim. Các đĩa đơn tiếp theo, "Hotter than Hell" (2016) và "Blow Your Mind (Mwah)" (2016) đều có những trải nghiệm thành công tương tự. "Blow Your Mind (Mwah)" cũng đã giúp nữ ca sĩ được lọt vào bảng xếp hạng Billboard Hot 100 của Mỹ, xếp hạng thứ 72.

## Allbum

### Album phòng thu
| Tiêu đề  | Chi tiết album                                                                                | Vị trí đỉnh | Vị trí đỉnh | Vị trí đỉnh | Vị trí đỉnh | Vị trí đỉnh | Vị trí đỉnh | Vị trí đỉnh | Vị trí đỉnh | Vị trí đỉnh | Vị trí đỉnh | Chứng nhận    |
| Tiêu đề  | Chi tiết album                                                                                | UK          | AUS         | AUT         | BEL (FL)    | GER         | IRE         | ITA         | NL          | SWE         | US          | Chứng nhận    |
| -------- | --------------------------------------------------------------------------------------------- | ----------- | ----------- | ----------- | ----------- | ----------- | ----------- | ----------- | ----------- | ----------- | ----------- | ------------- |
| Dua Lipa | - Phát hành: 2 tháng 6 năm 2017 - Nhãn đĩa: Warner Bros. - Định dạng: CD, LP, Tải kĩ thuật số | 5           | 16          | 36          | 6           | 22          | 3           | 32          | 11          | 54          | 86          | - BPI: Silver |

### Album trực tiếp
| Tiêu đề         | Chi tiết album                                                              |
| --------------- | --------------------------------------------------------------------------- |
| Spotify Session | - Phát hành: 8 tháng 7 năm 2016 - Nhãn: Warner Bros. - Định dạng: Streaming |

## Đĩa mở rộng (EP)
| Tiêu đề  | Chi tiết                                                                     | Vị trí đỉnh |
| Tiêu đề  | Chi tiết                                                                     | US Vinyl    |
| -------- | ---------------------------------------------------------------------------- | ----------- |
| The Only | - Phát hành: 21 tháng 4 năm 2017 - Nhãn: Warner Bros. - Định dạng: 12" vinyl | 21          |

## Đĩa đơn

### Nghệ sĩ chính
| Tiêu đề                                                        | Năm  | Vị trí đỉnh | Vị trí đỉnh | Vị trí đỉnh | Vị trí đỉnh | Vị trí đỉnh | Vị trí đỉnh | Vị trí đỉnh | Vị trí đỉnh | Vị trí đỉnh | Vị trí đỉnh | Chứng nhận                                                                                | Album    |
| Tiêu đề                                                        | Năm  | UK          | AUS         | AUT         | BEL (FL)    | GER         | IRE         | ITA         | NL          | SWE         | US          | Chứng nhận                                                                                | Album    |
| -------------------------------------------------------------- | ---- | ----------- | ----------- | ----------- | ----------- | ----------- | ----------- | ----------- | ----------- | ----------- | ----------- | ----------------------------------------------------------------------------------------- | -------- |
| "New Love"                                                     | 2015 | —           | —           | —           | —           | —           | —           | —           | —           | —           | —           |                                                                                           | Dua Lipa |
| "Be the One"                                                   | 2015 | 9           | 6           | 7           | 1           | 11          | 25          | 28          | 5           | 100         | —           | - BPI: Gold - ARIA: 2× Platinum - BEA: Platinum - BVMI: Gold - FIMI: Platinum - GLF: Gold | Dua Lipa |
| "Last Dance"                                                   | 2016 | —           | —           | —           | —           | —           | —           | —           | —           | —           | —           |                                                                                           | Dua Lipa |
| "Hotter than Hell"                                             | 2016 | 15          | 17          | 65          | 20          | 71          | 24          | —           | 10          | 44          | —           | - BPI: Gold - ARIA: Gold - GLF: Platinum                                                  | Dua Lipa |
| "Blow Your Mind (Mwah)"                                        | 2016 | 30          | 59          | —           | 44          | —           | 40          | —           | 44          | —           | 72          | - BPI: Silver                                                                             | Dua Lipa |
| "Scared to Be Lonely" (with Martin Garrix)                     | 2017 | 14          | 14          | 10          | 10          | 9           | 12          | 21          | 2           | 3           | 76          | - BPI: Gold - ARIA: 2× Platinum - BEA: Gold - FIMI: Platinum - GLF: 4× Platinum           | TBA      |
| "Lost in Your Light" (featuring Miguel)                        | 2017 | 86          | —           | —           | —           | —           | 97          | —           | —           | —           | —           |                                                                                           | Dua Lipa |
| "New Rules"                                                    | 2017 | 1           | 10          | 31          | 24          | 27          | 1           | 59          | 3           | 29          | 7           | - BPI: Silver - ARIA: 3× Platinum                                                         | Dua Lipa |
| "—" không được cếp hạng hoặc không được phát hành tại khu vực. |      |             |             |             |             |             |             |             |             |             |             |                                                                                           |          |

### Nghệ sĩ hợp tác
| Tiêu đề                                                        | Năm  | Vị trí đỉnh | Vị trí đỉnh | Vị trí đỉnh | Vị trí đỉnh | Vị trí đỉnh | Vị trí đỉnh | Vị trí đỉnh | Vị trí đỉnh | Vị trí đỉnh | Vị trí đỉnh | Chứng nhận                                                    | Album            |
| Tiêu đề                                                        | Năm  | UK          | AUS         | AUT         | BEL (FL)    | FRA         | GER         | IRE         | ITA         | NL          | SWI         | Chứng nhận                                                    | Album            |
| -------------------------------------------------------------- | ---- | ----------- | ----------- | ----------- | ----------- | ----------- | ----------- | ----------- | ----------- | ----------- | ----------- | ------------------------------------------------------------- | ---------------- |
| "No Lie" (Sean Paul featuring Dua Lipa)                        | 2016 | 10          | —           | 13          | 44          | 28          | 10          | 31          | 12          | 10          | 32          | - BPI: Gold - BVMI: Gold - FIMI: 3× Platinum - SNEP: Platinum | TBA              |
| "Bridge over Troubled Water (as part of Artists for Grenfell)  | 2017 | 1           | 53          | 32          | 26          | 111         | —           | 25          | —           | —           | 28          |                                                               | Non-album single |
| "—" không được cếp hạng hoặc không được phát hành tại khu vực. |      |             |             |             |             |             |             |             |             |             |             |                                                               |                  |

## Album khách mời
| Tiêu đề   | Năm  | Nghệ sĩ khác              | Album |
| --------- | ---- | ------------------------- | ----- |
| "My Love" | 2017 | Wale, Major Lazer, WizKid | Shine |

## Vi deo ca nhạc
| Tiêu đề                                                      | Năm           | Đạo diễn                 | Ref.          |
| Nghệ sĩ chính                                                | Nghệ sĩ chính | Nghệ sĩ chính            | Nghệ sĩ chính |
| ------------------------------------------------------------ | ------------- | ------------------------ | ------------- |
| "New Love"                                                   | 2015          | Nicole Nodland           | [ 36 ]        |
| "Be the One"                                                 | 2015          | Nicole Nodland           | [ 37 ]        |
| "Last Dance"                                                 | 2016          | Jon Brewer and Ian Blair | [ 38 ]        |
| "Hotter than Hell"                                           | 2016          | Emil Nava                | [ 39 ]        |
| "Blow Your Mind (Mwah)"                                      | 2016          | Kinga Burza              | [ 40 ]        |
| "Room for 2"                                                 | 2016          | Vicky Lawton             | [ 41 ]        |
| "Be the One" (second version)                                | 2016          | Daniel Kaufman           | [ 42 ]        |
| "Scared to Be Lonely" (with Martin Garrix)                   | 2017          | Blake Claridge           | [ 43 ]        |
| "Thinking 'Bout You"                                         | 2017          | Jake Jelicich            | [ 44 ]        |
| "Lost in Your Light" (featuring Miguel)                      | 2017          | Henry Schofield          | [ 45 ]        |
| "New Rules"                                                  | 2017          | Henry Schofield          | [ 46 ]        |
| Nghệ sĩ hợp tác                                              |               |                          |               |
| "No Lie" (Sean Paul featuring Dua Lipa)                      | 2016          | Tim Nackashi             | [ 47 ]        |
| "My Love" (Wale featuring Major Lazer, WizKid, and Dua Lipa) | 2017          | Armen Soudjian           | [ 48 ]        |

## Tham gia sáng tác
| Title                            | Năm  | Nghệ sĩ  | Album              | Chức vụ       | Ref.   |
| -------------------------------- | ---- | -------- | ------------------ | ------------- | ------ |
| "Used to You"/"Potrei abituarmi" | 2016 | Annalisa | Se avessi un cuore | Đồng sáng tác | [ 49 ] |